# Stefan Lewiński
Stefan Lewiński (* 19. Dezember 1736; † 23. Januar 1806) war ein polnischer ukrainisch griechisch-katholischer Geistlicher und Bischof von Luzk und Ostroh.

## Leben
Von 1757 bis 1763 studierte er Theologie am Päpstlichen Kollegium in Lemberg. Ab etwa 1775 war er Sekretär des Königskabinetts und des Ständigen Rates.
Papst Pius VI. ernannte ihn am 17. August 1784 zum Titularbischof von Tegea und zum Weihbischof im Erzbistum Kiew-Halytsch. Der Bischof von Pinsk-Turau, Gedeon Daszkiewicz Horbacki, spendete ihm am 4. Dezember desselben Jahres die Bischofsweihe unter Assistenz der Basilianerpatres Dionizy Czaday und Maciej Korn. Am 22. Januar 1788 wurde er zum Koadjutorbischof von Luzk und Ostroh in der heutigen Nord-West-Ukraine ernannt. Den Dienst als Weihbischof in Kiew-Halytsch übte er zusätzlich bis 1791 aus. Mit dem Tod von Michal Mateusz Stadnicki am 26. Juni 1797 folgte er diesem als Bischof von Luzk und Ostroh nach.
Lewiński wurde am 8. August 1791 in den Orden des Heiligen Stanislaus aufgenommen.